# Каносса, Луиджи ди
Луиджи ди Каносса (итал. Luigi di Canossa; 20 апреля 1809, Верона, Ломбардо-Венецианское королевство — 12 марта 1900, Верона, королевство Италия) — итальянский кардинал. Епископ Вероны с 30 сентября 1861 по 12 марта 1900. Кардинал-священник с 12 марта 1877, с титулом церкви Сан-Марчелло с 20 марта 1877.